# Corydalis leptophylla
Corydalis leptophylla är en vallmoväxtart som beskrevs av M. Liden. Corydalis leptophylla ingår i släktet nunneörter, och familjen vallmoväxter. Inga underarter finns listade i Catalogue of Life.